# 주현준
주현준(1989년 1월 1일~ )은 대한민국의 전직 스타크래프트 프로게이머이다. Memory[gm]라는 아이디를 사용하며, 종족은 테란이다.
2006년 상반기 드래프트에서 GO(현 CJ 엔투스)의 2차 지명으로 입단하였다.
2009년 6월 2일 CJ 엔투스는 공식 홈페이지를 통해 주현준의 공식 은퇴 소식을 알렸다.

## 프로리그
개인전
vs T 4승 7패(36.4%)
vs P 1승 4패(20%)
vs Z 0승 2패
통합 5승 13패

## 수상 경력
- 2005년 2005년도 부산시장배 우승
- 2005년 서울호서대학 스타크래프트 게임대회 준우승
- 2006년 MBC게임 구단평가전 신인왕전 우승
- 2007년 2007 서울 국제 e스포츠 페스티벌 스타크래프트 256강전 4강
- 2007년 곰TV MSL 시즌3 8강
- 2008년 곰TV MSL 시즌4 32강
- 2008년 아레나 MSL 2008 32강
- 2008년 곰TV TG삼보-인텔 클래식 2008 시즌1 8강
- 2008년 클럽데이 온라인 MSL 16강